# Landestheater Detmold

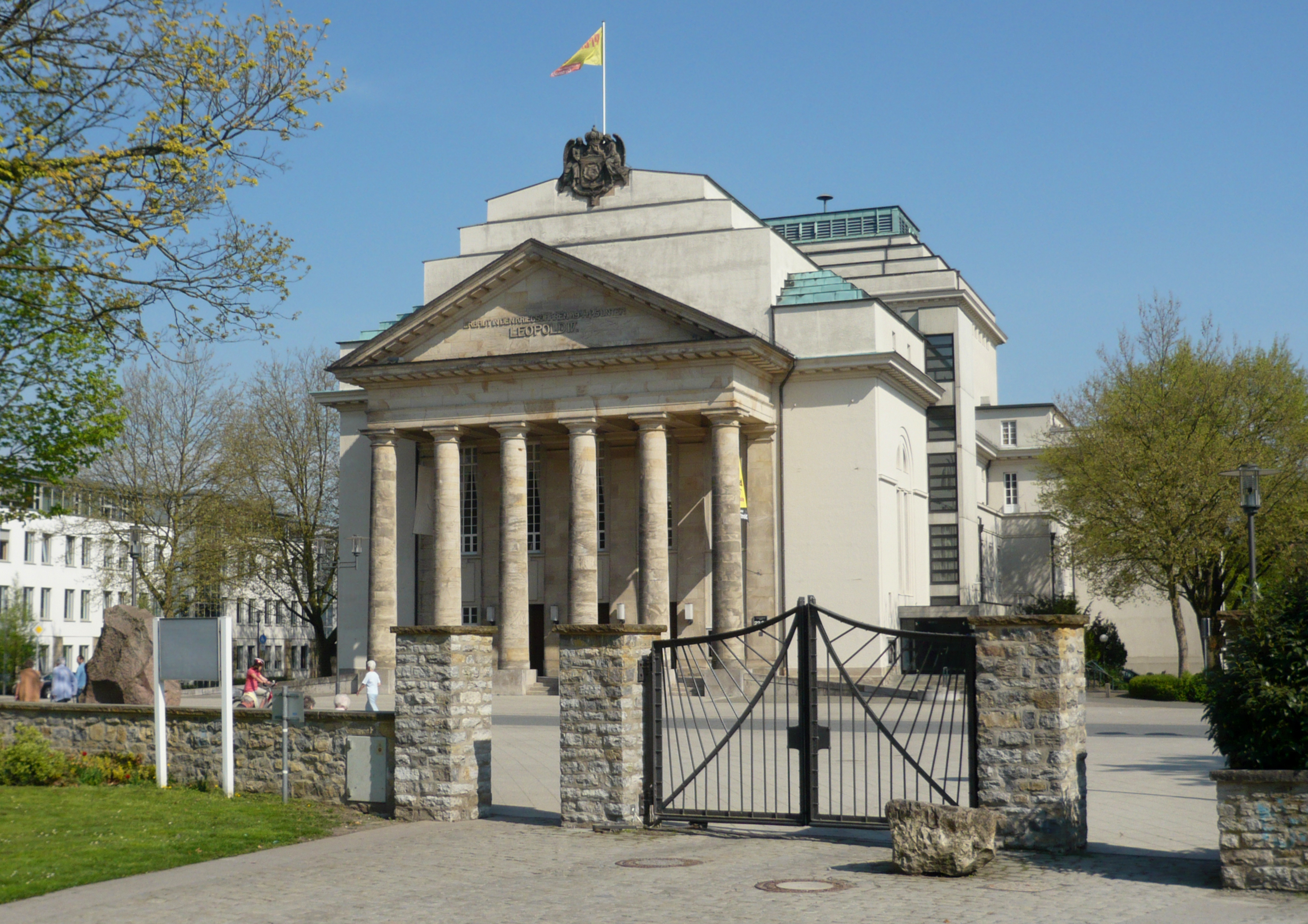
Lippisches Landestheater

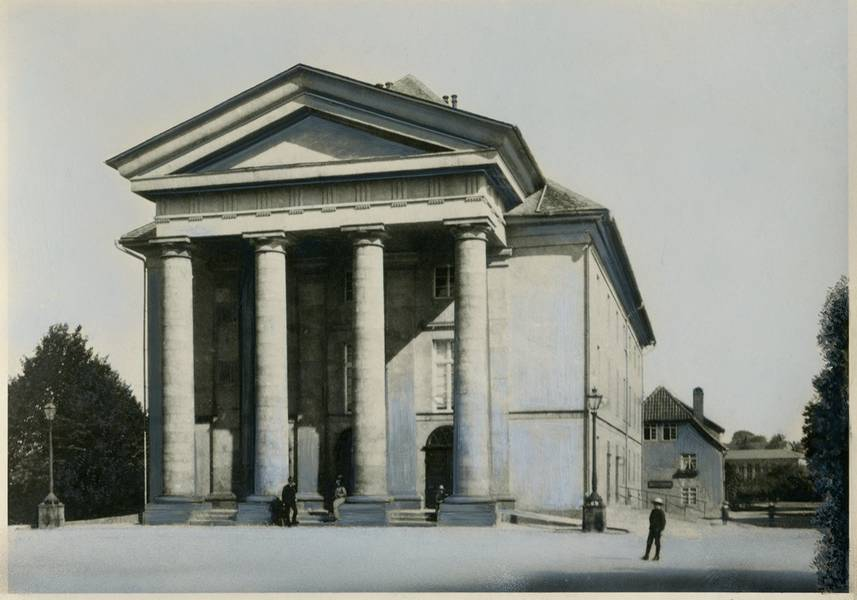
Hoftheater vor dem Bau der Logenaufgänge in den 1890er Jahren

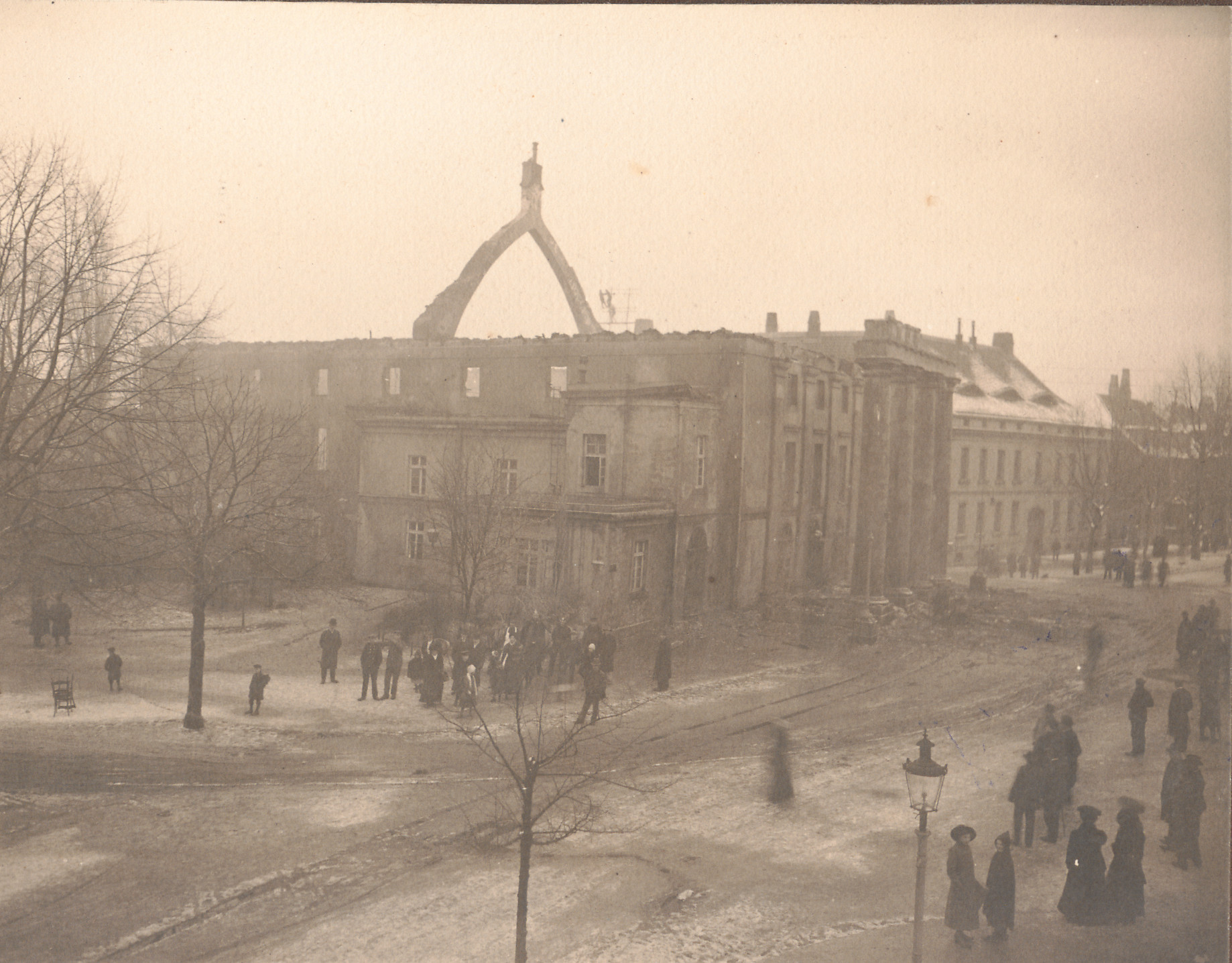
Das Hoftheater nach dem Brand von 1912

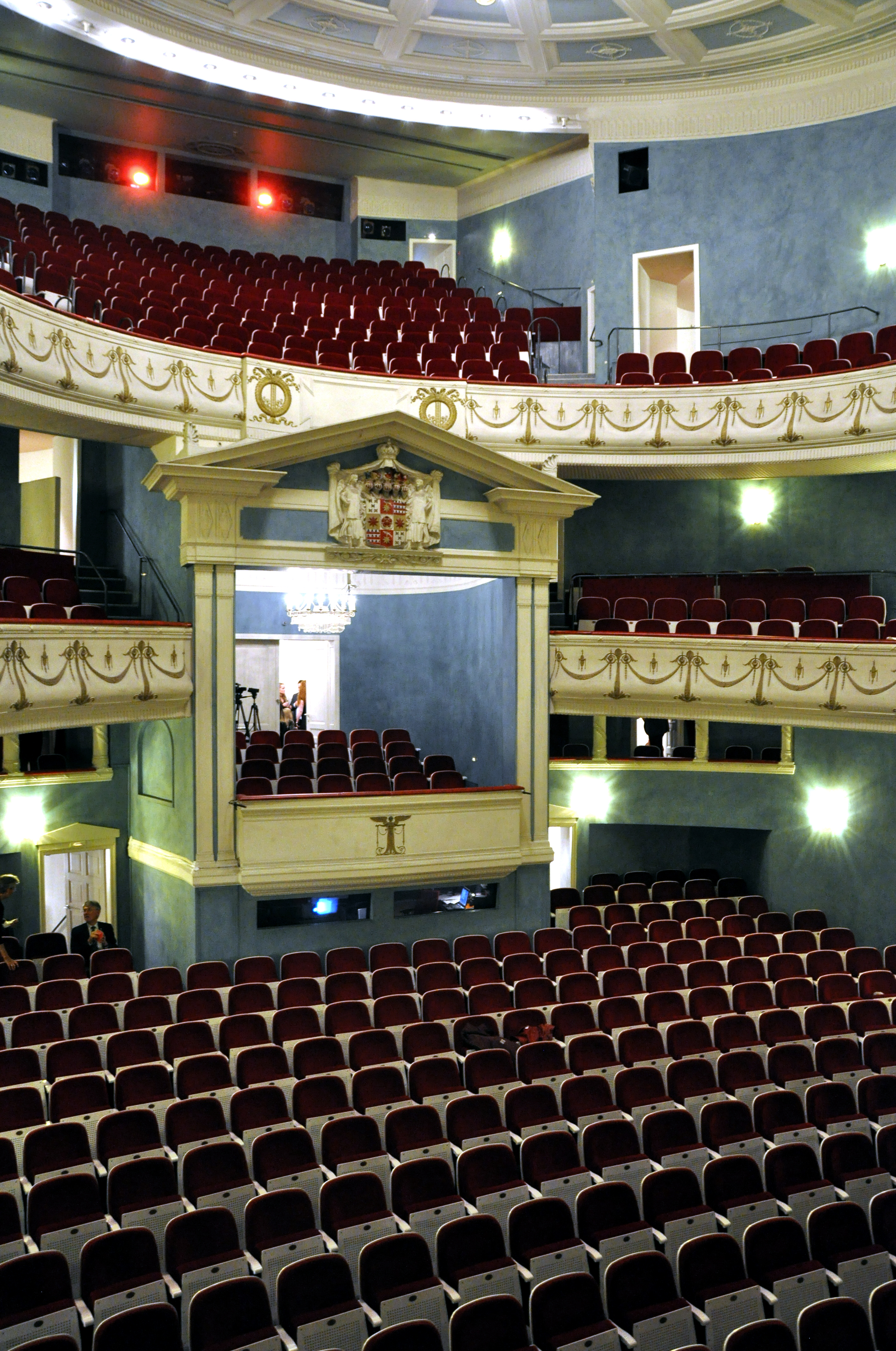
Zuschauerraum

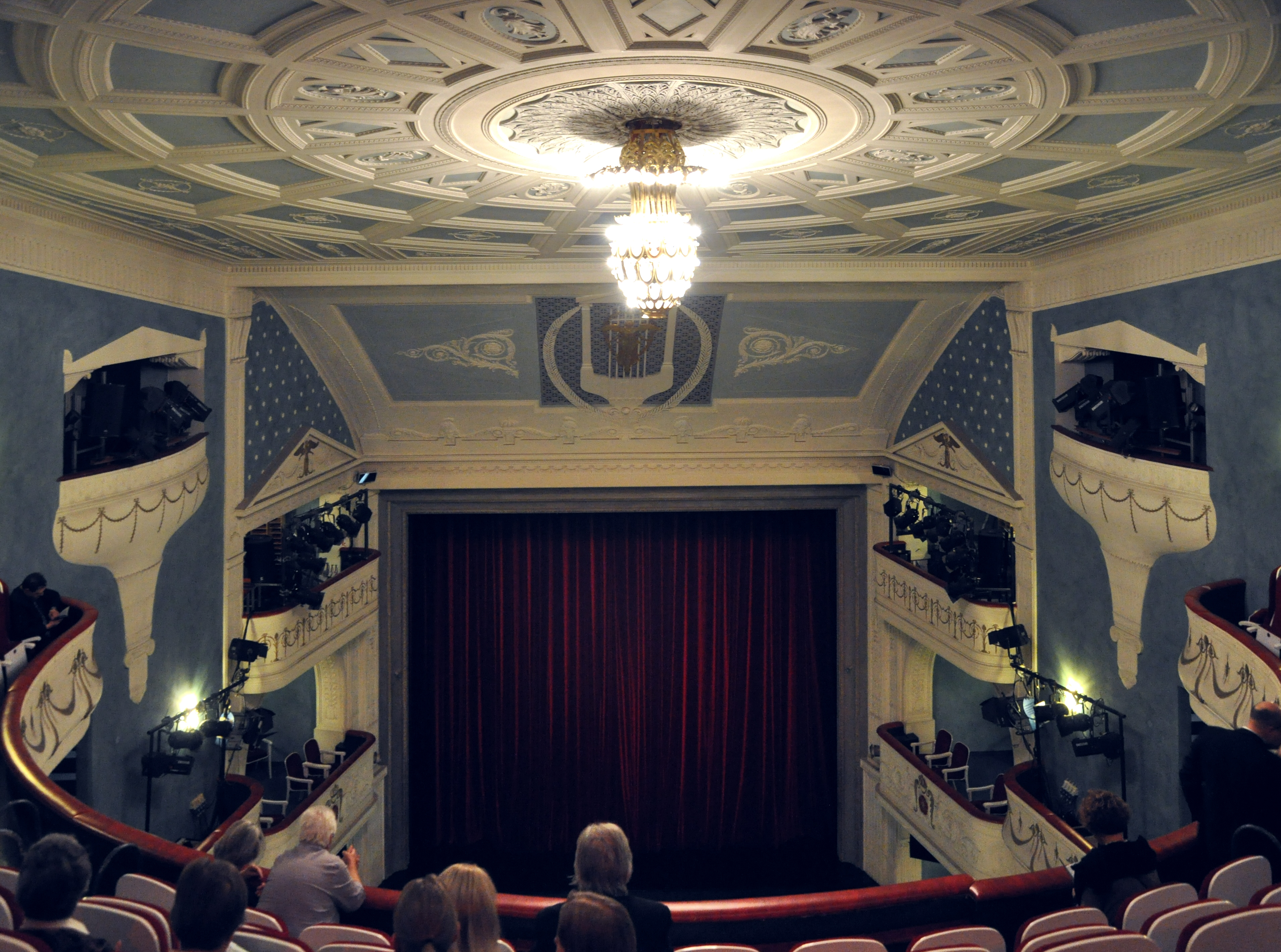
Blick zur Bühne

Das Landestheater Detmold ist ein Mehrspartentheater mit fünf Spielstätten in Detmold. Mit seinen Gastspielen in mehr als hundert Orten in Deutschland und dem benachbarten Ausland gilt das Theater als die größte Reisebühne Europas.

## Geschichte
1820 entschloss sich Fürst Leopold II., unterstützt von seiner Mutter Fürstin Pauline, in Detmold ein Hoftheater errichten zu lassen, und beauftragte damit den Landesbaumeister von Natorp. Die Grundsteinlegung erfolgte am 18. April 1825.
Nach nur siebenmonatiger Bauzeit hob sich am 8. November 1825 erstmals der Vorhang des Hochfürstlich Lippischen Hoftheaters zur Oper Titus, der Gütige von Wolfgang Amadeus Mozart. Zum Direktor des neuen Theaters wurde August Pichler ernannt. Die angesehene Pichlersche Truppe war schon im alten Detmolder Komödienhaus zu Gast gewesen. 1839 gab das Detmolder Hoftheater unter Leitung von August Pichler in Pyrmont die Uraufführung des Schauspiels Die Hermannsschlacht von Heinrich von Kleist.
Auf dem Spielplan des Hoftheaters standen sowohl Musiktheater als auch Schauspiel. Am Theater wirkten so berühmte Künstler wie Christian Dietrich Grabbe als Autor und gefürchteter Kritiker sowie Albert Lortzing als Sänger, Schauspieler und Kapellmeister.
Am 5. Februar 1912 brannte das Theater während der Aufführung des Stückes Der Bettler von Syrakus von Hermann Sudermann wegen eines schadhaften Schornsteins bis auf die Grundmauern nieder. Die laufende Spielzeit konnte im Detmolder Sommertheater provisorisch zu Ende gebracht werden. Das Haus wurde schon während des Ersten Weltkrieges 1914–1915 nach Plänen des Berliner Architekten Bodo Ebhardt neu errichtet. Die vom fürstlichen Zivilkabinettschef Georg Epstein organisierte Finanzierung des Neubaus erfolgte mit Spenden der Detmolder Bürger und Geldern des Fürstenhauses. Vor der Wiedereröffnung ging das Gebäude des Theaters in die Hände des Freistaates Lippe über und wurde am 28. September 1919 mit Lortzings Oper Undine wieder eröffnet.
Am 27. Februar 1924 wurde im Landestheater Detmold der Monumentalfilm Die Hermannschlacht uraufgeführt. Das nationalistisch gestimmte Premierenpublikum feierte die Aufführung mit Singen des Deutschlandlieds.
Wie alle deutschen Bühnen musste das Theater im Verlauf des Zweiten Weltkriegs, am 1. September 1944, seine Pforten schließen. Nach Kriegsende richtete die englische Besatzungsmacht hier ihr Offizierskasino ein. Der Spielbetrieb wurde daher ins Detmolder Sommertheater verlegt. Am 5. Juli 1952 erfolgte die Freigabe und der Spielbetrieb normalisierte sich wieder. Von 1934 bis 1969 war Otto Will-Rasing Intendant des Theaters. Generalmusikdirektor wurde Paul Sixt, der 1938 mitverantwortlich für die Ausstellung Entartete Musik in Düsseldorf gewesen war.

## Das Orchester des Landestheaters Detmold
Die 1849 gegründete Fürstlich-Lippische-Hofkapelle gilt als Vorläufer des Orchesters des Landestheaters. Das Schloss in Detmold war der Sitz des Fürstentums Lippe. Die Regenten gründeten und förderten das Musiktheater derart, dass so namhafte Komponisten wie Albert Lortzing und Johannes Brahms ihren Wohnsitz in Detmold nahmen.
Nach dem Zweiten Weltkrieg übernahm das Musikensemble die Aufgaben eines Theaterorchesters im Landestheater Detmold mit den Schwerpunkten Oper, Operette, Musical und Ballett. Zum Programm des Musiktheaters gehören so anspruchsvolle Inszenierungen wie Georg Friedrich Händels Alcina oder Purcells King Arthur. Daneben kommen Opern von Wolfgang Amadeus Mozart, Giacomo Puccini, Giuseppe Verdi und Richard Wagner zur Aufführung, sowie zeitgenössische Opern von Giselher Klebe, Hans Werner Henze und Udo Zimmermann. Die leichte Muse ist mit Operetten von Franz Lehár, Johann Strauss und Karl Millöcker und zunehmend mit Musicals vertreten.
Unter der Leitung des Generaldirektors Erich Wächter verlagerte sich in der Spielzeit 2001/02 ein Teil der Inszenierungen in den sinfonischen Bereich. Darüber hinaus beteiligte sich das Orchester an Festivals und großen Chorkonzerten und stellte damit seine Vielseitigkeit unter Beweis. 2002 kam Richard Wagners Lohengrin zur Aufführung und in den folgenden Jahren auch Tannhäuser, Parsifal und Der Ring des Nibelungen. Wagner-Inszenierungen haben in Detmold eine lange Tradition, so wurde Tannhäuser schon in der Spielzeit 1952/53, Die Meistersinger von Nürnberg 1953/54, Der fliegende Holländer 1954/55, Lohengrin 1955/56, Parsifal 1957/58 und Die Walküre in der Spielzeit 1958/59 aufgeführt.

## Heutiger Spielbetrieb
Das Landestheater Detmold hat an seinem Stammsitz Detmold fünf Spielstätten: das Landestheater selbst mit 648 Plätzen, die Kleine Bühne im Grabbe-Haus mit rund 60 Plätzen, das Hoftheater im Innenhof mit 250 Plätzen, das Detmolder Sommertheater mit bis zu 349 Plätzen, sowie seit März 2009 die Kinder- und Jugendbühne des Landestheaters Detmold unter dem Namen „Junges Theater KASCHLUPP!“. Das Kunstwort erstellten Mitglieder des damaligen Theaterjugendclubs aus willkürlichen Silben. Seit der Saison 2018/19 heißt diese Spielstätte „Das Junge Theater“.
Das Landestheater Detmold ist die größte Reisebühne Europas. Die Hälfte der rund 600 Vorstellungen in der Spielzeit wird außerhalb von Detmold absolviert. Damit versorgt das Landestheater Detmold Städte und Gemeinden ohne eigenes Ensemble mit Theaterkultur und zählt somit zu den sogenannten Landesbühnen. Das Spielgebiet umfasst das gesamte Land Nordrhein-Westfalen und geht auch über die Landesgrenzen hinaus, in der Vergangenheit bis nach Hasselt in Belgien, Luxemburg und seit 2014 einmal in der Spielzeit nach Winterthur in der Schweiz.
Das Landestheater Detmold versieht seinen Betrieb als Vierspartentheater mit Oper, Ballett, Schauspiel und Jungem Theater.

## Besucherzahlen
Die nachfolgende Tabelle gibt einen Überblick über die Entwicklung der Besucherzahlen des Landestheaters Detmold nach Spielzeiten. Als Besucher gelten sowohl verkaufte Karten als auch Freikarten aller Vorstellungen, einschließlich Gastspielen an anderen Spielorten. Abonnements können zum Besuch unterschiedlich vieler Vorstellungen berechtigen.
Es handelt sich größtenteils um gerundete Angaben aus Pressemitteilungen des Theaters.
| Spielzeit | Besucher | davon in Detmold                     | Abonnenten  |
| --------- | -------- | ------------------------------------ | ----------- |
| 2005/06   | 172.000  |                                      |             |
| 2006/07   | 182.000  |                                      |             |
| 2007/08   |          |                                      |             |
| 2008/09   |          |                                      | 3.900       |
| 2009/10   | 155.000  |                                      |             |
| 2010/11   | 163.914  |                                      | 4.200       |
| 2011/12   | 170.000  |                                      | 4.300       |
| 2012/13   | 163.600  |                                      |             |
| 2013/14   | 160.000  |                                      | 4.800       |
| 2014/15   |          | 47.500 (August 2014 bis Januar 2015) |             |
| 2015/16   | 156.000  | 56.000 (August 2015 bis Januar 2016) | 4.400       |
| 2016/17   | 159.837  |                                      | 4.200–4.400 |
| 2017/18   | 163.500  | 92.500                               |             |
| 2018/19   | 138.646  | 93.073                               |             |

## Intendanz
- Albert Berthold, 1895–1921[29]
- Emil Becker, 1921–1934[6]
- Otto Will-Rasing, 1934–1944[6]
- Hans Kaufmann, 1945–1946[30]
- Karl Gaebler, 1946–1949[30]
- Otto Will-Rasing, 1949–1969[6]
- Otto Hans Böhm, 1969–1985[31]
- Gerd Nienstedt, 1985–1987
- Franz Wirtz, 1987
- Ulf Reiher, 1987–2004
- Kay Metzger, 2004–2018[32]
- Georg Heckel, 2018–2024[33]
- Kirsten Uttendorf, seit 2024[34]